# Stara Wieś (powiat puławski)
Stara Wieś (dawniej też Starawieś, Starowieś) – wieś w Polsce położona w województwie lubelskim, w powiecie puławskim, w gminie Końskowola.
W latach 1975–1998 miejscowość administracyjnie należała do ówczesnego województwa lubelskiego.
Wieś stanowi sołectwo gminy Końskowola. Według Narodowego Spisu Powszechnego z roku 2011 wieś liczyła 513 mieszkańców.
Wierni Kościoła rzymskokatolickiego należą do parafii Znalezienia Krzyża Świętego i św. Andrzeja Apostoła w Końskowoli.

## Historia
Kiedy w XV wieku powstaje nowa osada Konińskich, Końskowola, stary ośrodek włości rodowych zaczęto nazywać Stara Wieś.
Pierwsze wzmianki o Woli, zwanej Stara Wieś, pochodzą z 1486 roku. Wieś wchodziła w 1662 roku w skład majętności końskowolskiej Łukasza Opalińskiego. W 1678 r. zapisano ją Starowieś (Akta wizytacyjne Diecezji Lubelskiej 100 175), lecz później już ciągle występuje w źródłach jako Stara Wieś.